# Partulina dubia
Partulina dubia es una especie de molusco gasterópodo de la familia Achatinellidae en el orden de los Stylommatophora.

## Distribución geográfica
Es endémica de los Estados Unidos. 